# Un prince (presque) charmant
Pour plus de détails, voir Fiche technique et Distribution.
Un prince (presque) charmant est un film français réalisé par Philippe Lellouche sorti en 2013.

## Synopsis
Jean-Marc, quadragénaire carriériste et pressé ne cherchant qu’à satisfaire ses intérêts personnels, va croiser malgré lui la route de Marie. Tout oppose cet homme d’affaires et cette jeune femme éprise de liberté et de justice. Ces deux-là n’auraient jamais dû se rencontrer et pourtant la vie en a voulu autrement.

## Fiche technique
- Titre : Un prince (presque) charmant
- Réalisation : Philippe Lellouche
- Scénario : Luc Besson et Philippe Lellouche
- Directeur de la photographie : Lucas Leconte
- Montage : Mickaël Commereuc
- Directeur artistique : Pierre-Jacques Bénichou
- Musique : Christophe La Pinta
- Producteurs : Olivier Garabedian et Luc Besson
- Production : EuropaCorp et TF1 Films Production
- Distribution : EuropaCorp Distribution
- Pays :  France
- Genre : comédie romantique
- Durée : 88 minutes
- Dates de sortie :
  -  France &  Belgique : 9 janvier 2013
- Budget : 7,61M€
- Box-office France : 182 833 entrées

## Distribution
- Vincent Perez : Jean-Marc
- Vahina Giocante : Marie (amoureuse de Jean-Marc)
- Jacques Weber : Charles Lavantin
- Nicole Calfan : Mireille Lavantin
- Chloé Coulloud : Marie (fille de Jean-Marc)
- Jérôme Kircher : Bertrand
- Moussa Maaskri : Samos
- Astrid Veillon : Liliane (mère de Marie)
- Côme Levin : Seb
- Judith Siboni : Évelyne
- Renaud Cestre : un acteur (non crédité)
- Pierre Laplace : un paysan
- Grigori Manoukov : Kotchev
- Dominique Lepage : un pompiste
- Gérard Dubouche : le chef routier
- Ian Fenelon : un concessionnaire
- Cédric Brenner : le gérant de la station
- Jason Divengele : un employé de ménage
- Jean-Pierre Sanchez : le jeune Gitan
- Elise Berthelier : Babette
- Thierry de Lussy : le notaire
- Jacques Ledran : l'avocat russe
- Christine Goll : la blonde russe
- Christophe Hurelle : un policier
- Christian Lafosse : un policier
- Sam Lellouche : un auto-stoppeur
- Julia Mugnier : un auto-stoppeuse
- Jean-Pierre Durand : un routier
- Eric Lyonnet : un client de la station
- Jean-Marc Michelangeli : un serveur
- Jean-Pierre Gourdain : le curé
- Sebastien Avolese : le cheuffeur du Renault Trafic
- Roger Machado : un musicien au mariage
- Jean-Philippe Arnal : un musicien au mariage
- Stéphane Colin : un musicien au mariage
- Jessica Faniot : un musicien au mariage
- Vincent Samy : un musicien au mariage
- Fabrice Vaure : un musicien au mariage
- Fabrice Monleau : un musicien au mariage
- Franck 'Marcou' Avignon : un musicien Gipsy
- José 'Tano' Comabella : un musicien Gipsy
- Johnny 'Lino' Cortes : un musicien Gipsy
- Romaric 'Romario' Finguière : un musicien Gipsy
- Yann 'Bouba' Laborde : un musicien Gipsy
- Lola Ingrid Le Roch : la danseuse de flamenco
- Fabrice Colson : un routier gréviste